# Ancylolomia pectinatella
Ancylolomia pectinatella là một loài bướm đêm trong họ Crambidae.